# 27. pehotna divizija (ZDA)
Za druge 27. divizije glejte 27. divizija.
27. pehotna divizija (izvirno angleško 27th Infantry Division) je bila pehotna divizija Kopenske vojske ZDA.

## Zgodovina
Divizija je bila prvotno sestavljena iz pripadnikov Kopenska nacionalna garda New Yorka.